# Contea di Jiaoling
La contea di Jiaoling (蕉岭县S) è una contea della Cina, situata nella provincia del Guangdong e amministrata dalla prefettura di Meizhou.